# Callicostella submonofaria
Callicostella submonofaria är en bladmossart som beskrevs av Brotherus 1924. Callicostella submonofaria ingår i släktet Callicostella och familjen Hookeriaceae. Inga underarter finns listade i Catalogue of Life.